# Pedro Mejía
Pedro Juan Mejía Eusebio (* 29. Juni 1978) ist ein ehemaliger dominikanischer Leichtathlet, der sich auf den Sprint spezialisiert hat. Seinen größten Erfolg feierte er mit dem Gewinn der Bronzemedaille über 4-mal 400 Meter bei den Hallenweltmeisterschaften 2008 in Valencia.

## Sportliche Laufbahn
Erste internationale Erfahrungen sammelte Pedro Mejía vermutlich im Jahr 2005, als er bei den Zentralamerika- und Karibikmeisterschaften (CAC) in Nassau in 3:06,69 min den fünften Platz mit der dominikanischen 4-mal-400-Meter-Staffel belegte. Im Jahr darauf schied er bei den Hallenweltmeisterschaften in Moskau mit 3:07,87 min im Vorlauf mit der Staffel aus und im Mai siegte er mit der Staffel in 3:06,11 min bei den Ibero-Amerikanischen Meisterschaften in Ponce. Zudem verhalf er der Staffel bei den Zentralamerika- und Karibikspielen in Cartagena zum Finaleinzug und trug somit zum Gewinn der Bronzemedaille bei. 2007 schied er bei den erstmals ausgetragenen NACAC-Meisterschaften in San Salvador mit 22,12 s in der Vorrunde im 200-Meter-Lauf aus und gewann mit der Staffel in 3:04,96 min gemeinsam mit Carlos Santa, Yoel Tapia und Arismendy Peguero die Bronzemedaille hinter den Teams aus den Vereinigten Staaten und Jamaika. Kurz darauf verhalf er der Staffel bei den Panamerikanischen Spielen in Rio de Janeiro zum Finaleinzug und trug damit zum Gewinn der Bronzemedaille bei. Im Jahr darauf gewann er bei den Hallenweltmeisterschaften in Valencia in 3:07,77 min gemeinsam mit Arismendy Peguero, Carlos Santa und Yoel Tapia die Bronzemedaille im Staffelbewerb hinter den Teams aus den Vereinigten Staaten und Jamaika. Im August kam er dann bei den Olympischen Sommerspielen in Peking mit 3:04,31 min nicht über den Vorlauf hinaus. 2009 beendete er seine aktive sportliche Karriere im Alter von 31 Jahren.

## Persönliche Bestzeiten
- 200 Meter: 21,51 s (−0,8 m/s), 9. Mai 2008 in Caracas
- 400 Meter: 47,02 s, 8. Mai 2008 in Caracas
  - 400 Meter (Halle): 48,85 s, 30. Januar 2007 in Wien